# Venere e Marte (Veronese)
Venere e Marte è un dipinto realizzato da Paolo Veronese negli anni settanta del XVI secolo e attualmente conservato presso il Metropolitan Museum of Art di New York. L'opera fu commissionata dall'imperatore Rodolfo II d'Asburgo e fu una delle tre tele - a soggetto amoroso e mitologico - commissionate all'artista; le altre due si trovano alla Frick Collection e sono Allegoria della Virtù e del Vizio e Allegoria della Saggezza e della Forza. In questo caso i protagonisti della scena sono le divinità romane Venere e Marte e il loro amore romantico, così come narrato nelle Metamorfosi di Ovidio.

## Storia
Nel 1621, fu stilato un catalogo delle opere della collezione di Rodolfo II presente al Castello di Praga. Nei secoli, il dipinto ha avuto numerosi proprietari in tutta Europa. Appartenne a Ferdinando III d'Asburgo e nel 1648, in seguito all'assedio svedese di Praga, entrò a far parte della collezione della regina Cristina di Svezia, che lo portò con sé anche durante il suo esilio romano. Quindi passò in mano alla famiglia Odescalchi e successivamente fu parte della Collezione Orleans a Parigi. Nel 1792 la tela fu acquisita da Edouard de Walckiers, nella sua collezione a Bruxelles, per poi tornare nuovamente a Parigi e infine essere trasferita a Londra. Nel 1910, dopo vari proprietari inglesi, fu venduta al Metropolitan Museum of Art.

## Descrizione
L'incontro fra i due amanti prende forma all'interno di una piacevole cornice idilliaca. Sulla sinistra è raffigurata la dea nuda, che con il braccio sinistro avvolge Marte seduto dinanzi a lei, in armatura. La mano destra di Venere si posa sul suo seno, dal quale fuoriescono delle gocce di latte, ad enfatizzare la sua femminilità. Sul lato destro si trova un cavallo da battaglia che appartiene al dio della guerra, la cui fisionomia sicuramente si rifà alle sculture dell'antichità. L'accentuata muscolatura dell'animale esprime la sua forza, mentre la testa inclinata e gli occhi calmi addolciscono l'impressione che dà allo spettatore. I due putti presenti nella scena sono essenziali per interpretare l'opera. Il primo, rappresentato mentre tenta di addomesticare il cavallo, simboleggia la tentazione del desiderio d'amore di Marte, il suo controllo sulle passioni; il secondo putto, invece, è disegnato mentre lega il nastro attorno alle gambe di Venere, per indicare il vincolo di amore eterno e armonia dei due innamorati, in un tempo privo di guerre e conflitti. Il latte materno richiama la ricchezza della pace, che è cibo per l'umanità. Caliari decise di firmare l'opera su un basamento in pietra che si trova ai piedi di Marte (lì dove è leggibile "PAVLUS VERONENSIS F").

### Analisi

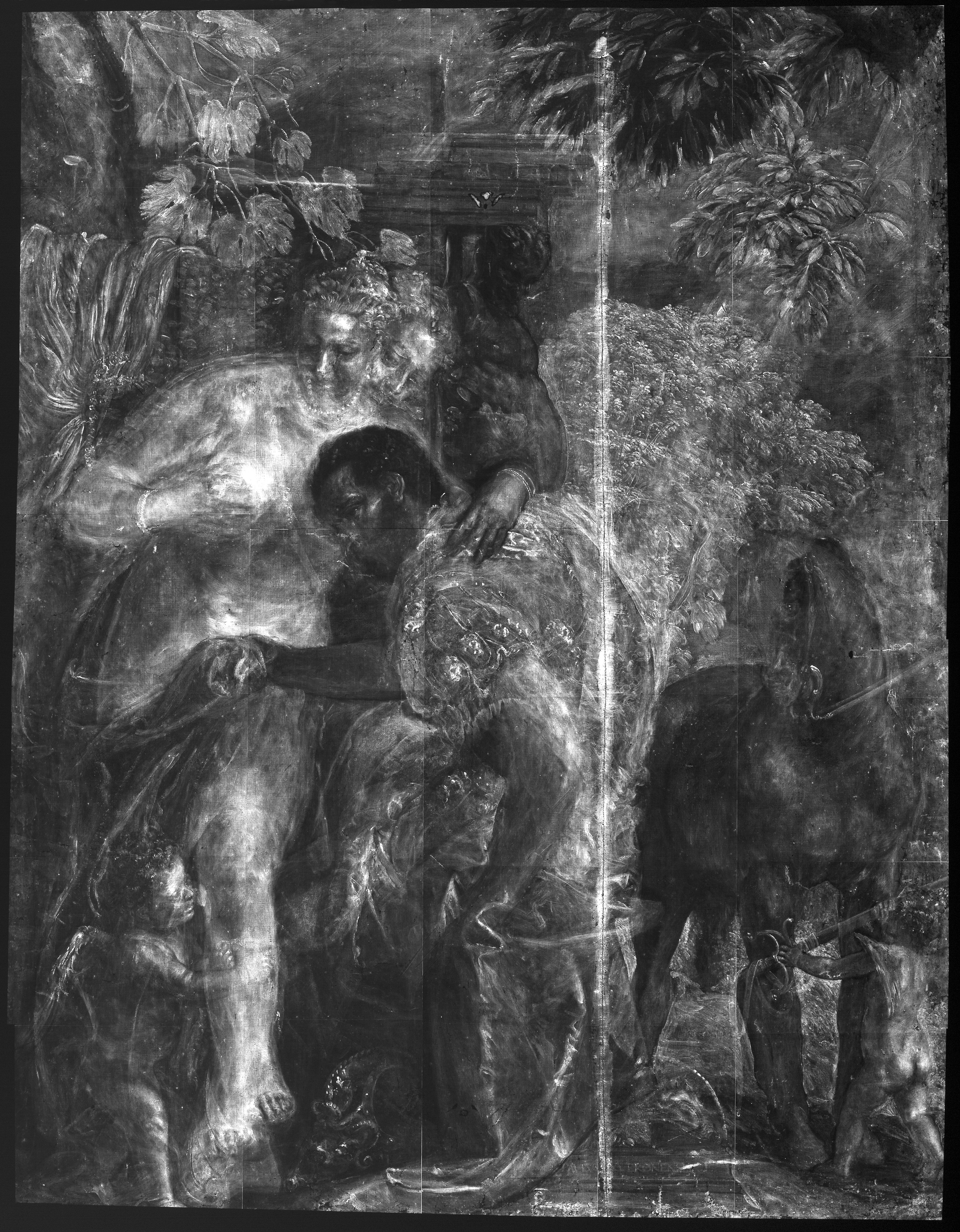
Analisi ai raggi X dell'opera.

Secondo alcuni studi ai raggi X, dettagliatamente descritti da Alan Burroughs nella sua pubblicazione Critica d'arte da un Laboratorio, Veronese ebbe numerosi ripensamenti: lo studioso, infatti, mostra come il corpo della dea fosse stato originariamente concepito in maniera differente e solo in un secondo momento coperto dal drappeggio che le cade verso il basso. Nemmeno l'innocente putto era presente nella versione originaria e non si è in grado di comprendere le motivazioni del Veronese dietro a tali cambiamenti.